# Hydra 70
Lo Hydra 70 è un razzo a volo libero lanciato da razziere portate da aerei ed elicotteri in dotazione alle forze armate statunitensi. Il suo primo uso risale alla guerra del Vietnam ma le sue origini risalgono al razzo aereo ad alette ripiegabili Mk 4/Mk 40 del periodo del 1940.

## Descrizione

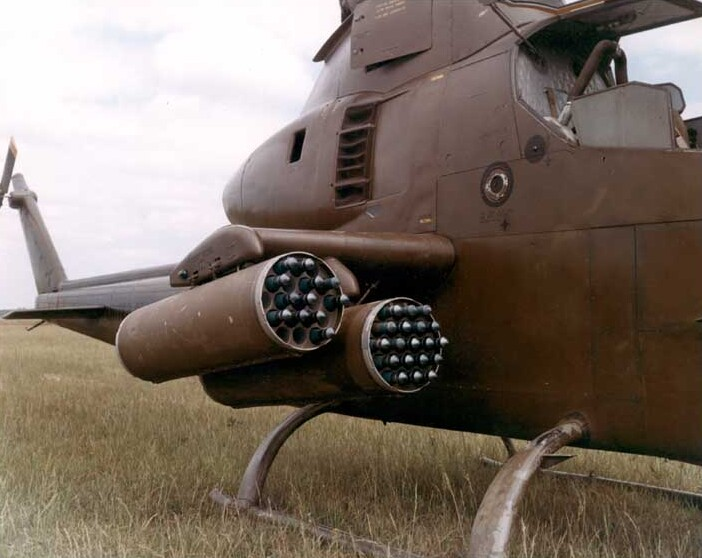
Razzi Hydra 70 su un elicottero AH-1 Cobra.

Il razzo Hydra 70, il cui nome è derivato dall'Idra della mitologia greca, è in effetti una famiglia di razzi costruiti attorno al motore standard Mk66; la sua tipologia è definita WAFAR (Wrap-Around Fin Aerial Rocket - Razzo aereo ad alette ripiegabili). Il motore è essenzialmente derivato dal Mk40, appunto di fine anni quaranta, largamente sperimentato in Corea e Vietnam, con modifiche marginali al sistema di alimentazione ma sempre del diametro standard di 2,75". Il sistema d'arma fu utilizzato da circa 20 piattaforme di lancio, sia ad ala fissa che rotante (aerei ed elicotteri) dalle forze armate statunitensi, inglesi ed olandesi.